# Comuna Cetățeni, Argeș
Cetățeni este o comună în județul Argeș, Muntenia, România, formată din satele Cetățeni (reședința), Lăicăi și Valea Cetățuia.

## Cadrul general
Comuna Cetățeni se află în marginea nord-estică a județului, la limita cu județul Dâmbovița, pe malurile Dâmboviței. Este străbătută de șoseaua națională DN72A, care leagă Câmpulung de Târgoviște. Este formată din satele Cetățeni, Valea Cetățuia și Lăicăi. Aici, râul Dâmbovița are două puncte care au determinat habitatul și au configurat calea de acces pe firul apei: mica lărgire a văii la Cotenești, unde casele se înșiruie pe malul apei și strâmtoarea văii la Cetățuia, atât de mult, încât coastele munților coboară direct spre râu. 
Relieful este alcătuit, în cea mai mare parte, din dealurile înalte subcarpatice străbătute, de la nord la sud, de râul Dâmbovița; vecinătatea imediată a munților Leaota dă senzația că dealurile sunt mult mai înalte, iar valea pare mult adâncită. Accesul este ușor, dar foarte bine apărat dinspre nord și sud - fapt care a conferit așezării un rol strategic deosebit de important, determinând chiar mutații habituale, spre jumătatea secolului al XVII-lea. Formațiunile oligocene care alcătuiesc munții de aici sunt continuate, spre sud, de flișul paleocen, contactul dintre Subcarpați și Podișul Getic începând să fie din ce în ce mai evident, cu cât se merge spre sud, pe firul apei.
Microclimatul depresiunii este cel caracteristic întregului culoar al Dâmboviței, mici variații apărând la Cetățeni-Deal - care ocupă dealul Muscelului din partea de nord-est a satului Văleni.
Resursele de subsol nu sunt relevante, iar cele de pe sol aparțin vegetației și sistemului de cultură / exploatare a terenurilor. Suprafața agricolă totală este de 2563 ha, din care 1784 ha pășuni și fânețe naturale, 589 ha livezi cu pomi, 190 ha teren arabil (cultivat, în general, cu cartofi); fondul forestier ocupă 584 ha.
Numele așezării - Cetățeni, este un toponim istoric relevând existența interioară a acelei cetăți situată pe munticelul din defileu - cetate de la care locuitorii așezării formată în vecinătatea ei s-au numit „cetățeni = locuitorii din cetate”. Este o realitate confirmată arheologic, iar, mai târziu, documentar, și susținută de toți cei care au cercetat acest spațiu. în legătură cu numele satului, opiniile exprimă cam aceeași idee - legătura cu o cetate, dar în forme diferite. C. Alessandrescu spune că „numele vine de la cetatea lui Negru-Vodă”, C. Rădulescu-Codin spune că este un sat „situat în apropierea vestitei cetăți a Dâmboviței”, iar locuitorii au un moș de tulpină care „e un urmaș al lui Badea, Miloș, Stoian și Cotea”.
Preoții Ioan Răuțescu și Zaharia Petrescu redau legenda potrivit căreia, în campania dusă împotriva tătarilor de către voievodul Negru-Vodă, printre cetele venite să lupte au fost și cele conduse de căpitanii Badea și Stoian „cu Bădenii și Stoeneștii lor”, care s-au întâlnit la Râușor cu „haiducii lui Cotea, care coborâseră pe Valea Oticului sau a Dămboviței”, ca loc de refugiu, voievodul și-a ales „în ultima strâmtoare a Dămboviței”, unde a zidit cetatea de pe Dâmbovița și a pus-o „sub paza căpitanilor săi: Stoian, Badea și Cotea”, care, apoi, au întemeiat satele din jur.
Aceeași conotație memorială o are și toponimul istoric Valea Cetățuia (un oiconim cu structură compusă), reflectând dominanta reliefului (loc de trecere la o apă) asociată cu un punct de reper - aici, cetățuia ridicată pe muntele vecin, de fapt, o fortăreață de dimensiuni reduse.
Numele satului Lăicăi reflectă modul de formare a așezării, fiind provenit din antroponimul Vlaicu, prin afereza literei „V”; dar C. Alessandrescu opinează că „ numele său se crede că vine de la o femeie poreclită Laica, care s-a așezat aici la început”.

## Atestare documentară
La 25 aprilie 1548, domnul Mircea Ciobanul întărește pârcălabului Mihnea satul Cetățenii, cu tot hotarul, pentru că este veche și dreaptă ocină și dedină, dobândită de fratele lui Mihnea, încă din zilele lui Vlad Înecatul.
Deși nu foarte numeroase, reprezentările cartografice certe confirmă informațiile documentare, sau le suplinesc foarte bine - așa cum am descoperit în cazul satului Lăicăi. Cei care s-au ocupat de istoria județului Muscel susțin că satul s-a numit, mai înainte, Cremenea, dar nu precizează atestarea documentară sau topografică a topicului, rezumându-se la a afirma că numele satului apare într-un document din 30 iunie 1799. Cercetând, atent, harta austriacă din 1790-1791, am descoperit că se menționează satul (pe hartă și în textul descriptiv) cu numele actual (Lăicăi) și o structură habituală cu 11 case, localizarea fiind „la  un sfert de oră de Bădeni” și lângă satul Cetățeni, care este „la jumătate de oră de Leichei”.
Cetățeni este un areal istoric în care se suprapun aproape toate etapele dezvoltării societății omenești din țara noastră. S-a descoperit o cetate de pământ din Hallstatt, tipul folosit, aici, fiind specific așezărilor fortificate din câmpia munteană. începând cu a doua epocă a fierului, dovezile materiale ale locuirii geto-dace în regiune sunt mai numeroase, semnificativă fiind așezarea geto-dacă de lângă Cetățeni, Văleni și Cotenești - care se întindea pe promontoriul derivând din culmea „Pleașa Popii”, prelungire cunoscută, azi, de „Cetatea lui Negru Vodă”, ca și pe pantele care coboară spre terasele râului Dâmbovița, pe ambele maluri ale acestuia. Aici, cercetările arheologice au scos la iveală urmele unei puternice cetăți dacice care a atins dezvoltarea maximă în secolele II î.Hr. - I d.Hr., evidențiind faptul că geto-dacii localnici au fortificat amintitul munticel, folosind ca material de construcție gresia nisipoasă, iar, pentru completare, pietre diferite. în vârful citadelei, arheologii au descoperit rămășițele unui turn, ceramică geto-dacă și o monedă republicană de argint emisă în anul 88 î.Hr..
Deși distrusă, probabil, în jurul anului 70 î. Hr., viața așezării a continuat, cu intensitate, și în secolele I și II d.Hr. Pe terasa de la poalele munticelului pe care se înalță „Cetățuia”, nu departe de treptele cărăruiei care urcă, astăzi, spre schit, între peretele abrupt al muntelui și un bloc de stâncă, s-a găsit un loc de cult - amenajat, probabil, în legătură cu solstițiul de iarnă: o stană de piatră cu aspectul unui obelisc primitiv, indicând, prin umbră, primele raze ale răsăritului. După părerea cercetătorilor arheologi, aici a fost un sanctuar și un loc de cult în legătură cu solstițiul, unde se săvârșeau, probabil, și jertfe omenești, poate și preziceri, așa cum s-ar putea deduce din materialele descoperite.
În același context, se înscrie și tezaurul descoperit în anul 1960 la Cetățeni, un tezaur de dinari republicani și imperiali romani, care cuprindea, inițial, 120 de piese; descoperirile făcute în anii următori au scos la lumină încă 7 monede, astfel încât astfel încât, astăzi, numărul lor este de 127 de piese. Alături de monede, tezaurul mai conținea și 2 fibule din argint de tipul Poiana Mare, toate obiectivele fiind expuse, azi, la Muzeul de Istorie din Pitești. Un interes deosebit l-a stârnit printre istorici moneda înscrisă la nr. 96 din catalog, un dinar emis în anul 52.î.Hr., la Roma, cu efigia lui L. Cassius Longinus pe avers, pe care se află inscripția latină „PETR”. Acest text reprezintă una dintre cele mai vechi inscripții cu caractere latine descoperită până în prezent pe teritoriul țării noastre, mai ales că - pentru perioada anterioară cuceririi Daciei de către romani - se mai cunosc doar două inscripții, descoperite la Grădiștea Muncelului și Buridava. Ele certifică faptul că, în Dacia liberă, desigur în centrele mai importante, influența culturală romană se exercită cu mult timp înaintea deznodământului înfruntării cu imperialii romani, element important în descifrarea procesului de etnogeneză a poporului român.

## Cetatea Dâmboviței
Descoperiri arheologice recente atestă că întreaga zonă din valea Dâmboviței și vecinătățile imediate, mai ales arealul vechii cetăți dace de pe Dâmbovița, erau intens locuite în timpul feudalismului timpuriu (secolele XII-XIII); săpăturile arheologice au scos la iveală urmele unor mari edificii laice și de cult, ca și numeroase locuințe din secolele XII-XIII. Vestigiile sunt amplasate pe o înălțime, între văile Chilia și Valea lui Coman și atestă, toate, existența, aici, a unei importante așezări de tip urban din vremea feudalismului timpuriu, chiar reședința unui voievod român de dinainte de secolul al XIII-lea. Între edificiile cunoscute, se remarcă rămășițele a trei biserici cu cimitirele lor, construite succesiv, una după năruirea celeilalte. Cea mai veche dintre aceste biserici pare să fi fost durată în a doua jumătate a secolului al XII-lea, constituind - după părerea cercetătorilor arheologi - urmele celui mai vechi monument feudal descoperit, până acum, în Țara Românească. 
Biserica avea planul în formă de navă, cu ziduri groase de 1,30 - 1,80 m și cu o platformă circulară în partea de nord-est, pe unde se intra, prin niște trepte, în latura de miazăzi a pronaosului. A fost bogat împodobită cu pictură, așa cum denotă urmele de frescă găsite în dărâmături, păstrând, în culori vii, fragmente din chipurile sfinților și ctitorilor. S-au găsit și urme de inscripții cu caractere grecești, slavone și latine, vădind o pronunțată influență bizantină. De remarcat coloritul frescei în care se distinge un roșu aparte, necunoscut încă pictorilor de acest gen din aria monumentelor de cult de la noi - culoarea care sugerează denumirea de „roșu de cetățeni”, ce ar putea îmbogăți gama cromatică, la fel ca și Voronețul cu albastrul său.
După opinia lui Dinu V. Rosetti, biserica descrisă era situată în cuprinsul unei importante așezări, la marginea drumului comercial care, trecând peste pasul Bran, lega Transilvania de ținuturile din sudul Carpaților. Ea făcea parte dintr-un complex de edificii laice și de cult care desemnau un centru politic militar și religios anterior înjghebării Țării Românești, probabil o reședință a uneia dintre căpeteniile muntene atestate documentar în secolul al XlII-lea, putând fi chiar a acelui Seneslau amintit la 1427 în Diploma Ioaniților, care ar putea fi originar de aici.
Dacă se coroborează aceste descoperiri arheologice cu tradiția și consemnarea cronicărească, nu este exclus ca cetatea să fi fost construită chiar de legendarul Negru Vodă, al cărui nume îl poartă, după tradiție. Concluziile istoricilor privind valabilitatea acestei idei au fost diferite, dar majoritatea opiniilor autorizate consideră că tradiția consemnează fapte și întâmplări reale.
În a doua jumătate a secolului al XlII-lea, s-a început construcția unei a doua biserici, cam la 20 de m, mai spre apus. Lăcașul avea tot formă de navă cu absidă semicirculară, cu grosimea zidurilor de 1-1,5 m, construite din bolovani masivi. Și această biserică a fost zugrăvită, așa cum demonstrează rămășițele de frescă găsite în dărâmături. în jurul bisericii, s-au găsit morminte care conțineau podoabe, monede și ceramică din timpul regilor maghiari Bela al IV-lea și Carol Robert, deci din a doua jumătate a secolului al XIII-lea și începutul secolului al XlV-lea; edificiul a fost dezafectat în urma unor inundații care l-au distrus în mare parte, probabil în cursul secolului al XV-lea.
După retragerea apelor, locuitorii așezării au trecut la ridicarea, în apropiere, a celei de a treia biserici, mai mari. Biserica avea o lungime totală de 20,40 m, fiind împărțită în altar, naos, pronaos și pridvor, la care s-a adăugat ulterior, în partea de nord, un turn cu scară pentru accesul la clopotniță. La construcție, s-au folosit lespezi de piatră și bolovani casetați cu cărămidă; probabil că nu a fost zugrăvită, dat fiind că nu s-au găsit resturi de zugrăveală in dărâmături. Această biserică a dăinuit până în a doua jumătate a secolului al XVIII-lea, când a fost distrusă, probabil, în urma războiului turco-austriac.
Se mai poate remarca faptul că, pe „Poiana Târgului” (loc situat cam la 800 m nord de monumentele de cult amintite), s-a descoperit un cimitir din acea vreme (secolele XIII-XIV) afectat, probabil, așezării civile din preajma cetății710.
în afara acestor vestigii arheologice, prezintă importanță și bisericuța rupestră din cuprinsul „Cetățuiei”, care datează - după opinia lui Dinu V. Rosetti - de pe la începutul secolului al XlV-lea, dar este posibil să fi slujit ca loc de cult și mai înainte (opinie consemnată, de noi, în vara anului 2007, de la localnicii din Cetățeni care au lucrat cu Dinu Rosetti și de la gazda unde a locuit în timpul săpăturilor). Contrar lui, Gh. I. Cantacuzino consideră că bisericuța este mai nouă, ridicată în secolul al XVI-lea, după dărâmarea cetății.
În afara acestor vestigii arheologice, prezintă importanță și bisericuța rupestră din cuprinsul „Cetățuiei”, care datează - după opinia lui Dinu V. Rosetti - de pe la începutul secolului al XlV-lea, dar este posibil să fi slujit ca loc de cult și mai înainte (opinie consemnată, de noi, în vara anului 2007, de la localnicii din Cetățeni care au lucrat cu Dinu Rosetti și de la gazda unde a locuit în timpul săpăturilor). Contrar lui, Gh. I. Cantacuzino consideră că bisericuța este mai nouă, ridicată în secolul al XVI-lea, după dărâmarea cetății.
Tot aici, la „Cetate”, pe peretele prăpăstios dinspre sud, spre Valea Chiliei, se află o mică peșteră care a servit drept capelă rupestră. Accesul la peșteră este foarte greu și periculos, prin cățărare pe colțuri de stânci. Tradiția spune că, aici, s-ar fi aflat chilia unui pustnic, bătrân și ascet, retras departe de lume și plăcerile ei. De la această chilie rupestră, și-a luat numele și valea de dedesubt - Valea Chiliei.
în afara monumentelor de cult amintite anterior, săpăturile arheologice efectuate pe aceleași locuri la „Cetățuie” - Cetățeni Vale au scos la iveală și urmele unor importante construcții militare și civile, construcții care conferă o importanță deosebită acestei așezări din epoca feudală. între acestea, amintim, în primul rând, numele cetății căreia, în tradiția locală, i se spune „a lui Negru Vodă”. Această cetate este situată sus, pe colții prăpăstioși ai munticelului, la aproximativ 200 m deasupra malului stâng al Dâmboviței. Situată la marginea vechiului drum care lega Țara Românească de Transilvania, cetatea poseda un sistem de apărare foarte puternic, îmbinând elementele naturale (deosebit de favorabile în acel loc) și masive fortificații construite - ca, de exemplu, zidul de 5,75 m grosime, care închide valea în partea de miazăzi, în punctul cel mai îngust al văii, lăsând să treacă doar apa și vechiul drum.
Întrucât sistemul defensiv al cetății este îndreptat, evident, spre sud, este posibil ca ultima cetate feudală construită aici să fi fost ridicată pe ruinele unei cetăți românești mai vechi (sau, poate, una ridicată de cavalerii teutoni), constructorii cetății căutând să se apere împotriva unor dușmani ce amenințau la vremea respectivă dinspre câmpie: slavi, pecenegi, cumani, tătari.
Zidul care bara valea și care a fost distrus cu prilejul construirii actualei șosele, la sfârșitul secolului al XlX-lea, avea o deschidere prin care pătrundea drumul în cetate, ferecată, probabil, prin porți de lemn sau, poate, din piei de bivol și bou, cum spune tradiția. La marginea lui, în afara porților, arheologii au dat peste rămășițele unei vaste construcții datând din secolele XIII-XIV, o clădire din bârne de lemn ridicată pe temelie de piatră, ale incintei unui monument funerar geto-dacic, clădire despre care s-a emis părerea că ar fi adăpostit vama.
în secolul al XV-lea, cetatea Dâmboviței continuă să constituie un nod important în sistemul defensiv al Țării Românești, fiind amintită în mai multe documente ale vremii, date fiind funcțiile ei: supraveghea drumul de acces spre Bran-Brașov, asigurând liniștea negoțului și, totodată, apărarea depozitelor și a punctului vamal, de aici, și constituind, de fapt, simbolul Văii Dâmboviței.

### Vama de la Cetatea Dâmboviței
în 1413, aici, se face taxare numai pe pește, „poveri” (fară a se specifica felul mărfii), iar pentru cai și oamenii mergând pe jos „câți cai la car atâția ducați și 1 pește, iar de la un cal încărcat 3 bani, de la alte mărfuri nimic; un cal slobod un ducat, iar pedestrul 1 ban”. Confirmările ulterioare mențin acest regim, unele modificări apărând în privilegiul din 1422: „numai de la porci și de la oi și de la caii ce-i duc spre vânzare, pentru acestea vamă să luați, dar de altă marfa să vă feriți ”. La vama de aici, ca și la celelalte din țară, pentru transport, unitatea de măsură era carul (cu încărcături mari), luat ca unitate de taxare vamală în toate privilegiile date brașovenilor în perioada 1413-1431.
Numeroase alte privilegii comerciale sau acte domnești menționează, apoi, Cetatea și Vama Dâmboviței. între acestea, amintim documentele din: 6 august 1413, dat de Mircea cel Bătrân ; 21 noiembrie 1421, de la Radu Praznaglava; 23 octombrie 1422, 10 noiembrie 1424 și 30 ianuarie 1431, date de Dan al II-lea; și documentul din 6 aprilie 1437, dat de Vlad Dracul. Unele dintre acestea menționează și vama ce trebuie luată, aici, la Dâmbovița, pentru diferite mărfuri, așa cum o făcuse, mai întâi, domnul Mircea cel Bătrân.... în sfârșit, Vlad Dracul - în porunca din 1437 - hotărăște să se ia „... vamă la Dâmbovița, câți cai la car atâția ducați și un pește; de la un car încărcat 3 bani, iar de la alte mărfuri nimic; de la un cal slobod un ducat.. ”.
Spre jumătatea secolului al XV-lea, odată cu ocuparea Peninsulei Balcanice de către turci și căderea Constantinopolului, în 1453, comerțul local, și, mai ales, cel de tranzit, între orașele înfloritoare ale Transilvaniei și ținuturile din sudul Dunării, prin Țara Românească, decade, sau își diminuează importanța. Ultimul privilegiu comercial acordat brașovenilor aparține lui Vlad Țepeș, după care, se pare, drumurile, pe aici, devin nesigure din cauza deselor năvăliri ale turcilor. Ca urmare, și punctele vamale situate în interiorul țării decad, așa cum se va întâmpla și cu Vama Dâmboviței. Odată cu dispariția punctului vamal, decade și cetatea. Buna stare a cetății Dâmbovița se trăgea, în primul rând, din încasările punctului vamal, așezat în apropiere și protejat de zidurile sale.

## Regimul juridic
Sfârșitul cetății și al vămii Dâmbovița nu se cunoaște precis. Se pare că. la începutul secolului al XVI-lea, cetatea era încă în ființă, dar ruinată. Istoricul Pavel Chihaia consideră, bazându-se pe asemănarea ce ar putea exista între sfârșitul cetății Poienari și soarta satelor Cheianii și Căpățâneni (care, după dărâmarea acestei cetăți, cad sub stăpânire mănăstirească), că dispariția cetății Dâmbovița poate fi legată de căderea în stăpânire boierească a satului Cetățeni.
La 13 aprilie 1634, domnul Matei Basarab îi întărea lui Radu vtori vistier ocină cu rumâni, în Cetățeni - însă numai jumătate de sat, cumpărată de acesta de la Staico Bucșanu postelnicul, care o avea moștenire de la părinții lui726. Pentru acest sat, fusese judecată mare și domnul spune că a fost cotropit satul de Staico și de Oprea, din zilele voievodului Vlad înecatul, adică în anii 1530- 1531.
Reiese că, în primul sfert al secolului al XVI-lea, satul Cetățeni se afla în posesia Hrusanei (soția lui Danciu Gogoașă și fiica lui Gherghina, pârcălabul cetății Poienari), ceea ce ar putea să însemne că, pe vremea acestui pârcălab (boier căruia i se încredința conducerea unei cetăți sau unui corp de oaste), la sfârșitul secolului al XV-lea, cetatea Dâmboviței - care mai exista încă - s-a ruinat cu totul și satul cetățeni intră în stăpânirea ultimului pârcălab al său, care o lasă, apoi, moștenire fiicei sale; așa cum arată Pavel Chihaia, mai înainte, locuitorii satului „fuseseră hotărâți de către domnie să facă de strajă la cetate”.
Mihnea și fratele său aveau numai jumătate din sat, cealaltă jumătate rămânând liberă. Este o situație care a durat până la reforma agrară din 1864: satul a fost cu proprietate mixtă, iar țăranii au fost și rumâni și liberi.

## Structuri economice
Descoperirile arheologice de la Cetățeni (boabe de cereale carbonizate, brăzdar și fier de plug din fier, secere, vase mari de provizii) certifică practicarea agriculturii și l-au determinat pe arheologul Dinu V. Rosetti să afirme că, aici, a existat un important centru de schimburi comerciale, un adevărat emporium și, se poate să fi fost - pe lângă rolul de loc fortificat, defensiv - „la un moment dat un punct vamal” , argumentând prin privilegiul acordat de domnul Vlaicu I brașovenilor, la 20 ianuarie 1368. Pe de altă parte, aceleași descoperiri arheologice au certificat existența, aici, a unui important centru meșteșugăresc, specializat în ceramică de uz care a fost regăsită până spre Rucăr și, în sud, aproape de Topoloveni.
Condițiile de relief, climatice, calitățile solului, rețeaua hidrografică, formarea unor mari zone de mlăștinare sau existența, în perimetrul fânețelor, a unor arii însorite prielnice culturii plantelor, au determinat ocupațiile și plantele cultivate. S-a practicat agricultura, cu cerealiere și cartofi, pomicultura, creșterea vitelor, prelucrarea lemnului și a produselor animaliere, industria casnică, vărăritul (mai ales, în secolul al XlX-lea, îmbinat cu cărăușia), exploatarea lemnului și a resurselor din albia râului Dâmbovița.

## Structuri habituale
Din punct de vedere tipologic, Cetățeni este o așezare de contact munte – subcarpați; din punct de vedere al caracterelor morfostructurale ale așezărilor și cadrul lor geomorfologic, este un sat răsfirat pe vale și pe o pantă care crește gradat (Cetățeni-Vale) și al doilea - Cetățeni-Deal, răsfirat pe coama dealului (de fapt, este în curs de depopulare). Acest sat (astăzi, un cătun) ilustrează perfect ceea ce se întâmplă acolo, unde relieful este accidentat sau cu versanți dificili: energia mare a reliefului diminuează favorizarea locuirii și putem caracteriza, aici, cazul satului Cetățeni din Deal, cu ulițe abrupte și înguste, cu versanți care au pante repezi, locuri unde casele s-au ridicat în mici insule de teren, iar gospodăriile sunt construite după configurația terenului.
Faptul că, după reorganizarea administrativă din 1968 (când s-au unificat satele Cetățeni-Deal și Cetățeni-Vale), are loc o migrare masivă spre vatra satului Cetățeni-Vale, se explică și prin energia de relief mare a satului de pe deal, care, în evul mediu, a fost o așezare importantă, iar, acum, se depopulează rapid.
Există și o excepție în structura habituală de la Cetățeni, simptomatică pentru viitor: la Valea Cetățuia, unde, după 1990, s-a creat un adevărat cătun prin migrarea romilor din Cetățeni, autoritățile, lăsând situația așa și recunoscând, oficial, locuirea lor acolo, fară a lua vreo măsură sau a-i împiedica să distrugă monumentele naturale din areal.

## Demografie
Componența etnică a comunei Cetățeni
     Români (60,94%)
     Romi (32,65%)
     Alte etnii (0,04%)
     Necunoscută (6,37%)
Componența confesională a comunei Cetățeni
     Ortodocși (83,05%)
     Penticostali (5,31%)
     Creștini după evanghelie (2,6%)
     Alte religii (1,21%)
     Necunoscută (7,83%)
Conform recensământului efectuat în 2021, populația comunei Cetățeni se ridică la 2.732 de locuitori, în scădere față de recensământul anterior din 2011, când fuseseră înregistrați 3.057 de locuitori. Majoritatea locuitorilor sunt români (60,94%), cu o minoritate de romi (32,65%), iar pentru 6,37% nu se cunoaște apartenența etnică. Din punct de vedere confesional, majoritatea locuitorilor sunt ortodocși (83,05%), cu minorități de penticostali (5,31%) și creștini după evanghelie (2,6%), iar pentru 7,83% nu se cunoaște apartenența confesională..

## Politică și administrație
Comuna Cetățeni este administrată de un primar și un consiliu local compus din 11 consilieri. Primarul, Ion-Mugurel Minciună[*], de la Partidul Social Democrat, este în funcție din octombrie 2020. Începând cu alegerile locale din 2024, consiliul local are următoarea componență pe partide politice:
|  | Partid                          | Consilieri | Componența Consiliului | Componența Consiliului | Componența Consiliului | Componența Consiliului | Componența Consiliului | Componența Consiliului | Componența Consiliului | Componența Consiliului |
|  | ------------------------------- | ---------- | ---------------------- | ---------------------- | ---------------------- | ---------------------- | ---------------------- | ---------------------- | ---------------------- | ---------------------- |
|  | Partidul Social Democrat        | 8          |                        |                        |                        |                        |                        |                        |                        |                        |
|  | Partidul Național Liberal       | 1          |                        |                        |                        |                        |                        |                        |                        |                        |
|  | Alianța pentru Unirea Românilor | 1          |                        |                        |                        |                        |                        |                        |                        |                        |
|  | Partida Romilor „Pro Europa”    | 1          |                        |                        |                        |                        |                        |                        |                        |                        |

## Istorie
La sfârșitul secolului al XIX-lea, pe teritoriul actual al comunei funcționau în județul Muscel, comunele Cetățenii din Deal, Cetățenii din Vale (în plaiul Dâmbovița) și Lăicăi-Runceasa (în plasa Argeșelul). Comuna Cetățenii din Deal era formată din satele Cetățenii din Deal și Mesteacănu, având două biserici și o școală cu 33 de elevi (dintre care 3 fete). Comuna Cetățenii din Vale avea în compunere satele Cetățenii din Vale și Diaconești, cu 783 de locuitori ce trăiau în 141 de case; existau aici o biserică, o moară pe Dâmbovița și o școală cu 35 de elevi. Comuna Lăicăi-Runceasa (sau Cârciuma-de-Piatră) avea 989 de locuitori ce trăiau în 244 de case împărțite în satele Lăicăi și Runceasa, având două biserici, două mori și o școală.
Anuarul Socec din 1925 consemnează comasarea comunelor Cetățenii din Deal și Cetățenii din Vale sub numele de Cetățeni, comună ce avea 1338 de locuitori în satele Cetățenii din Deal, Cetățenii din Vale și Diaconești; Comuna Lăicăi cuprindea satele Lăicăi, Minciunești și Mesteacăn, având 1736 de locuitori.
În 1950, comunele au fost arondate raionului Muscel din regiunea Argeș, comuna Lăicăi fiind în timp desființată și împărțită între comunele Cetățeni (satul de reședință) și Văleni-Dâmbovița (satul Mesteacăn). În 1968, comuna Cetățeni a trecut la județul Argeș. Satele Cetățenii din Deal și Cetățenii din Vale au fost și ele comasate atunci, formând satul Cetățeni.

## Galerie

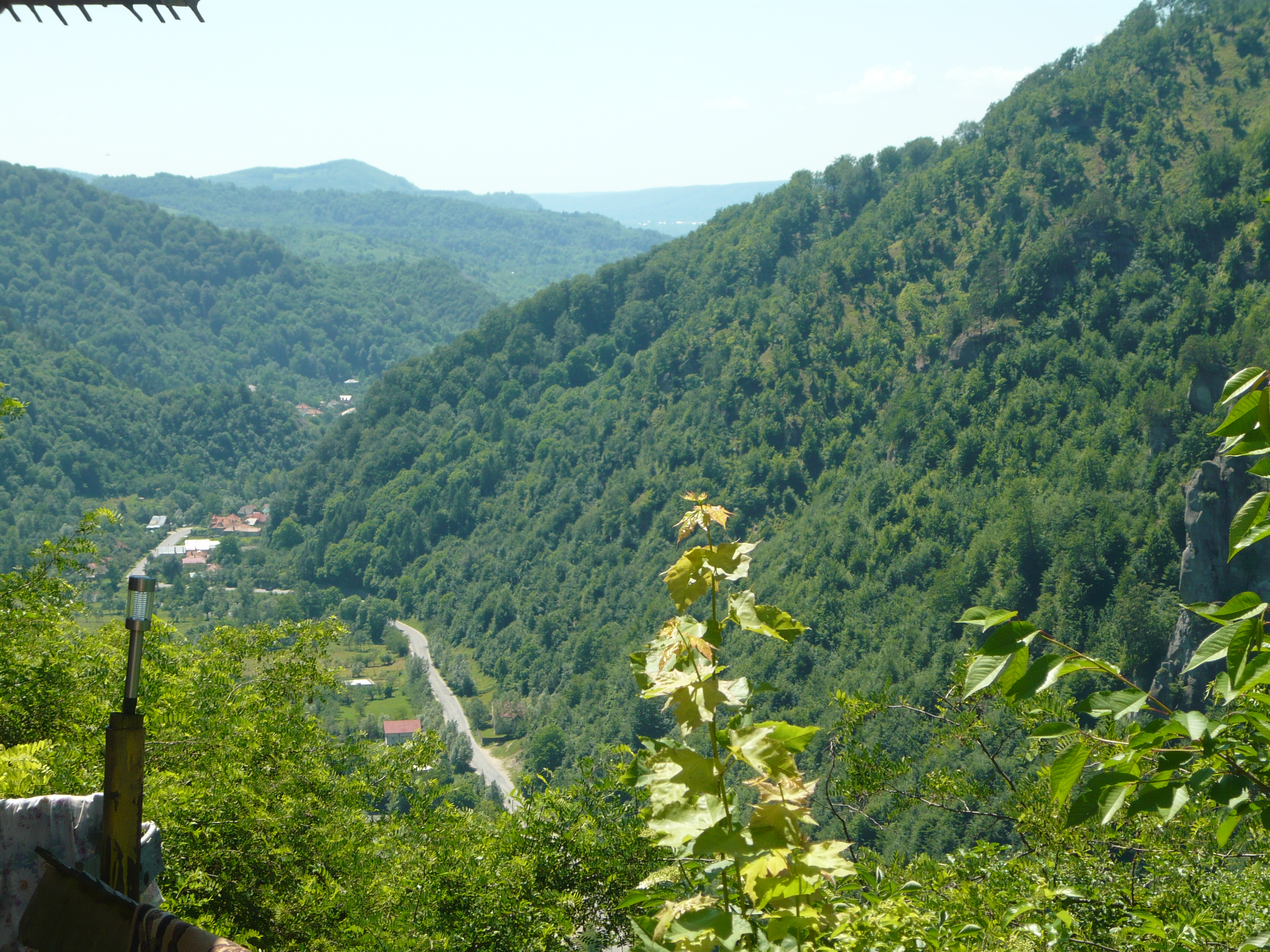
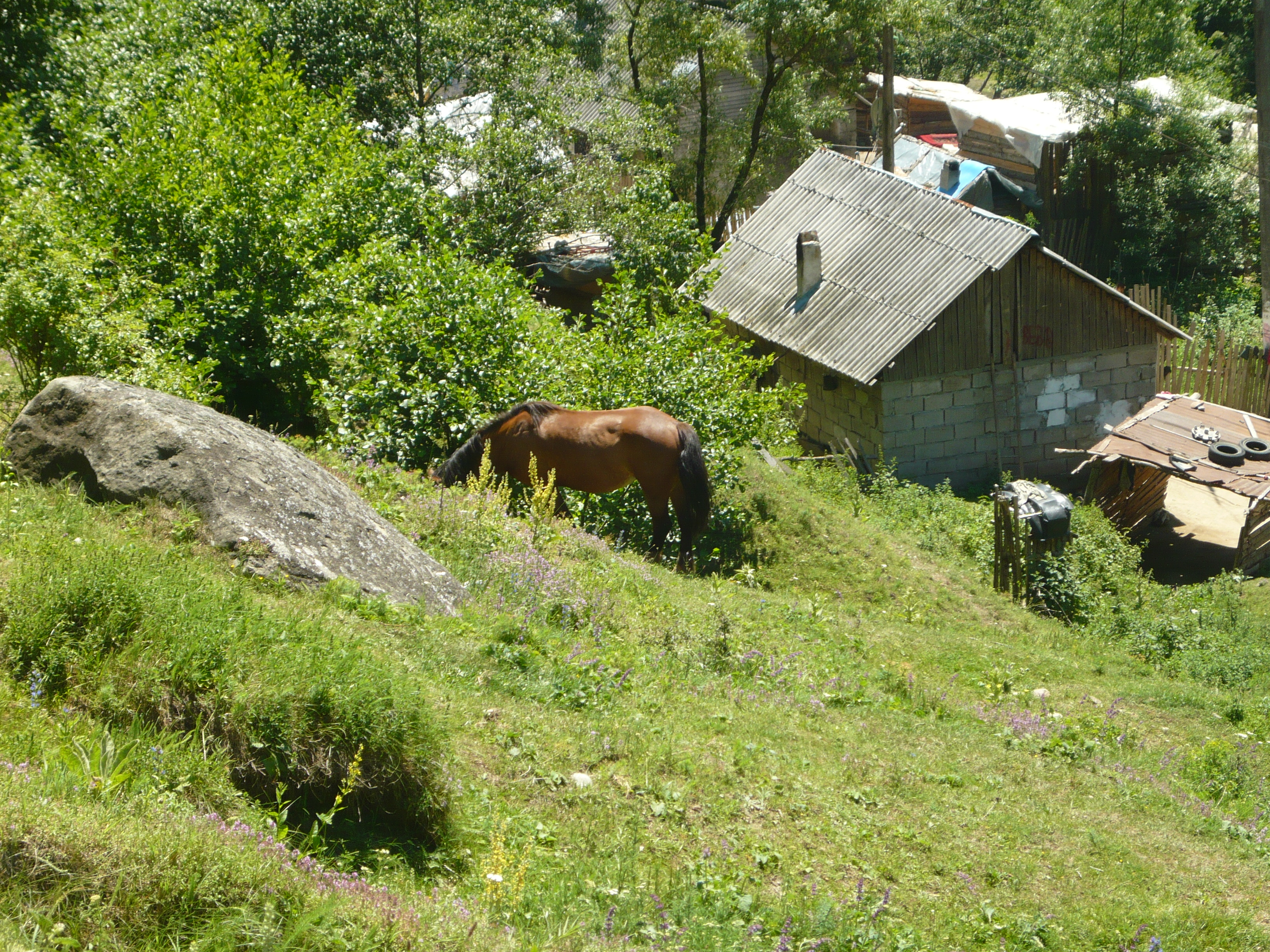
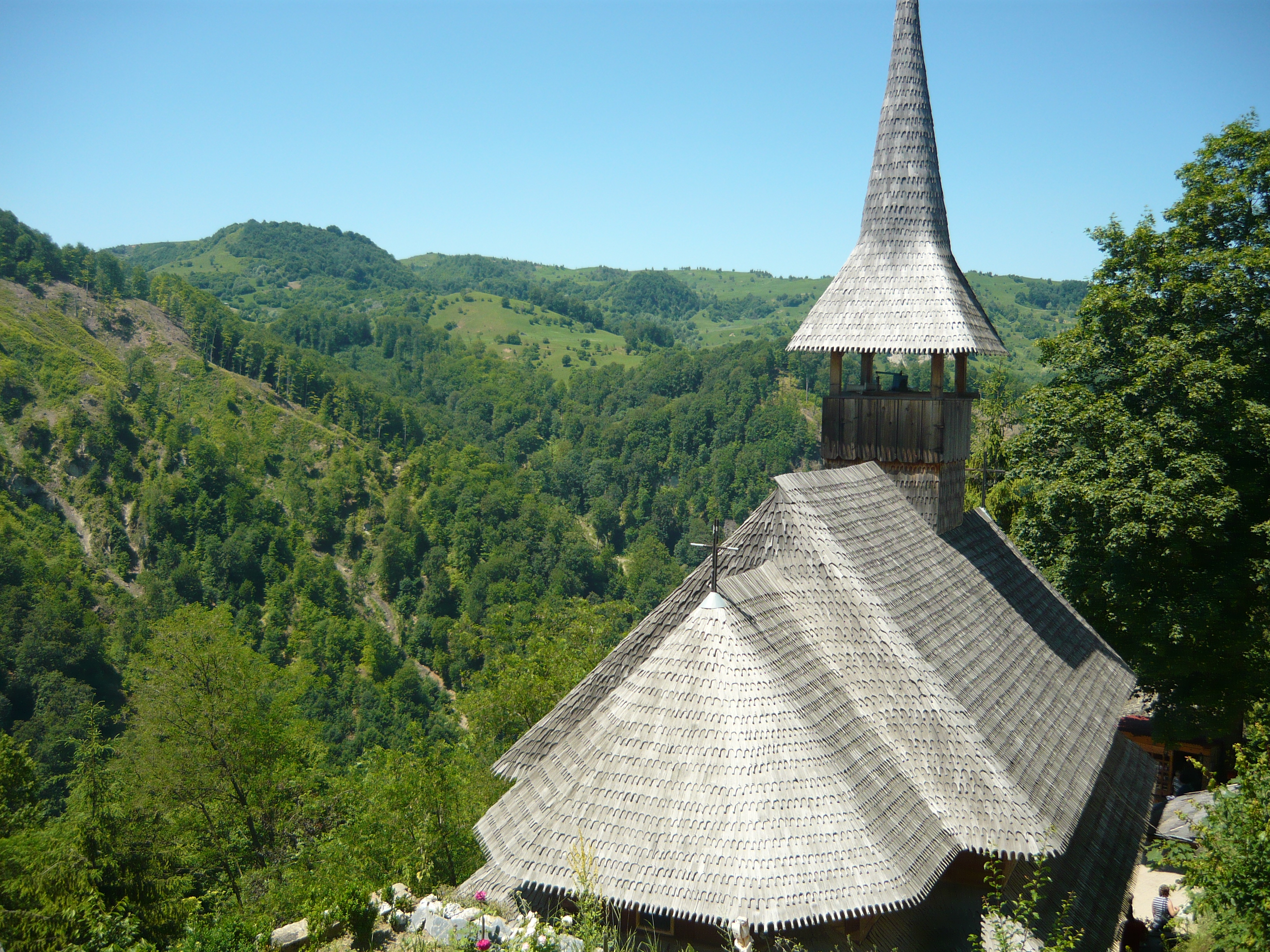
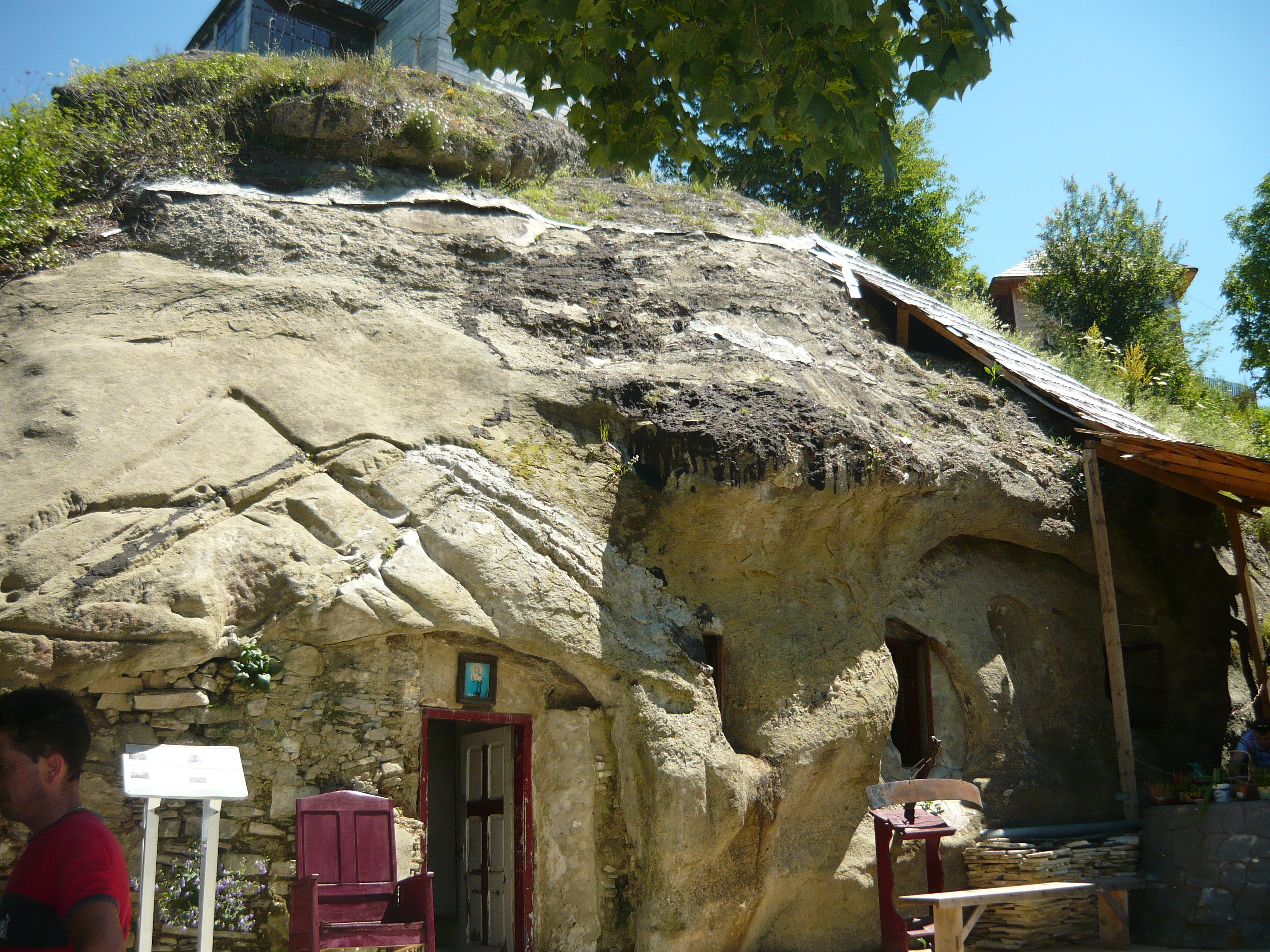
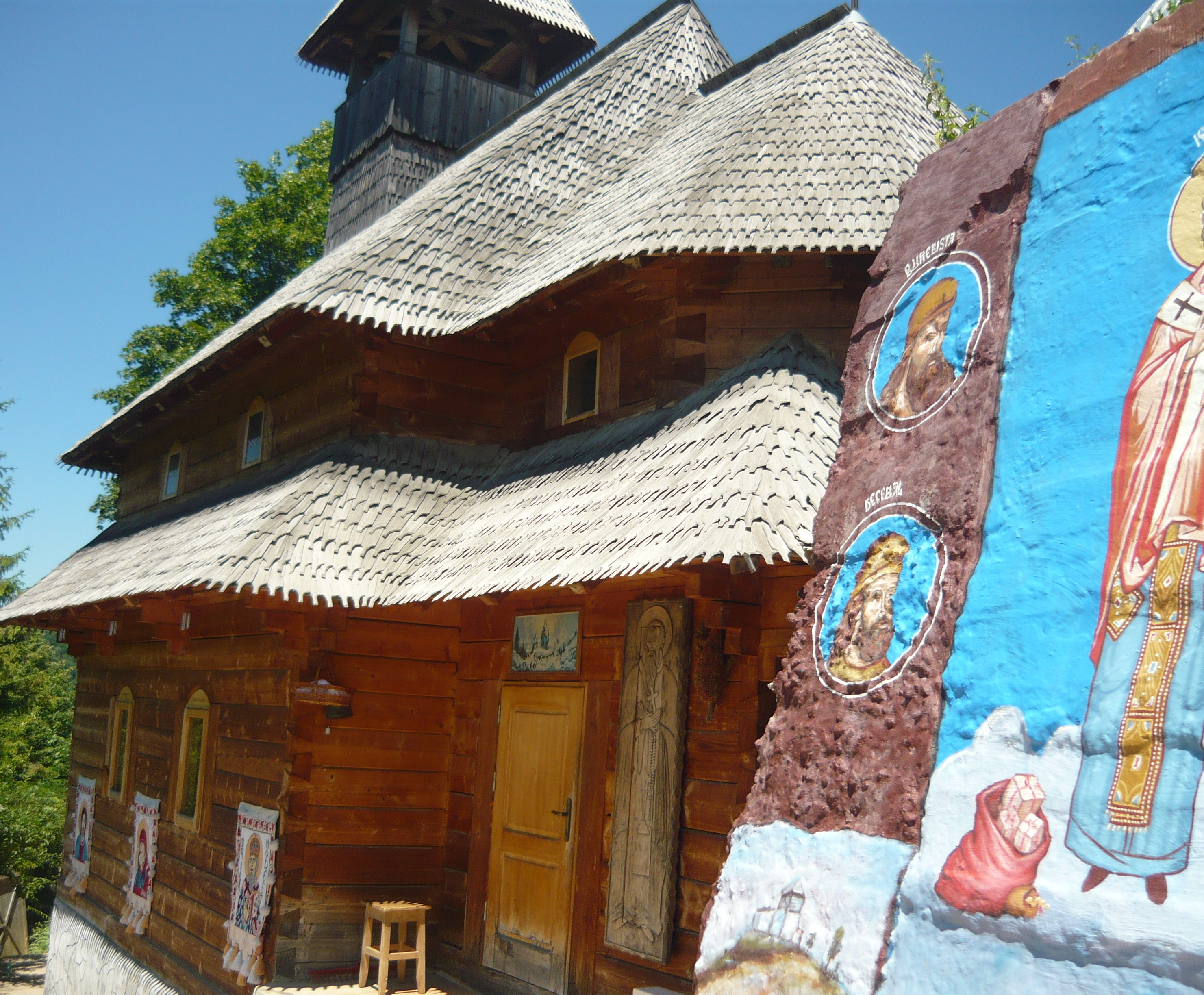
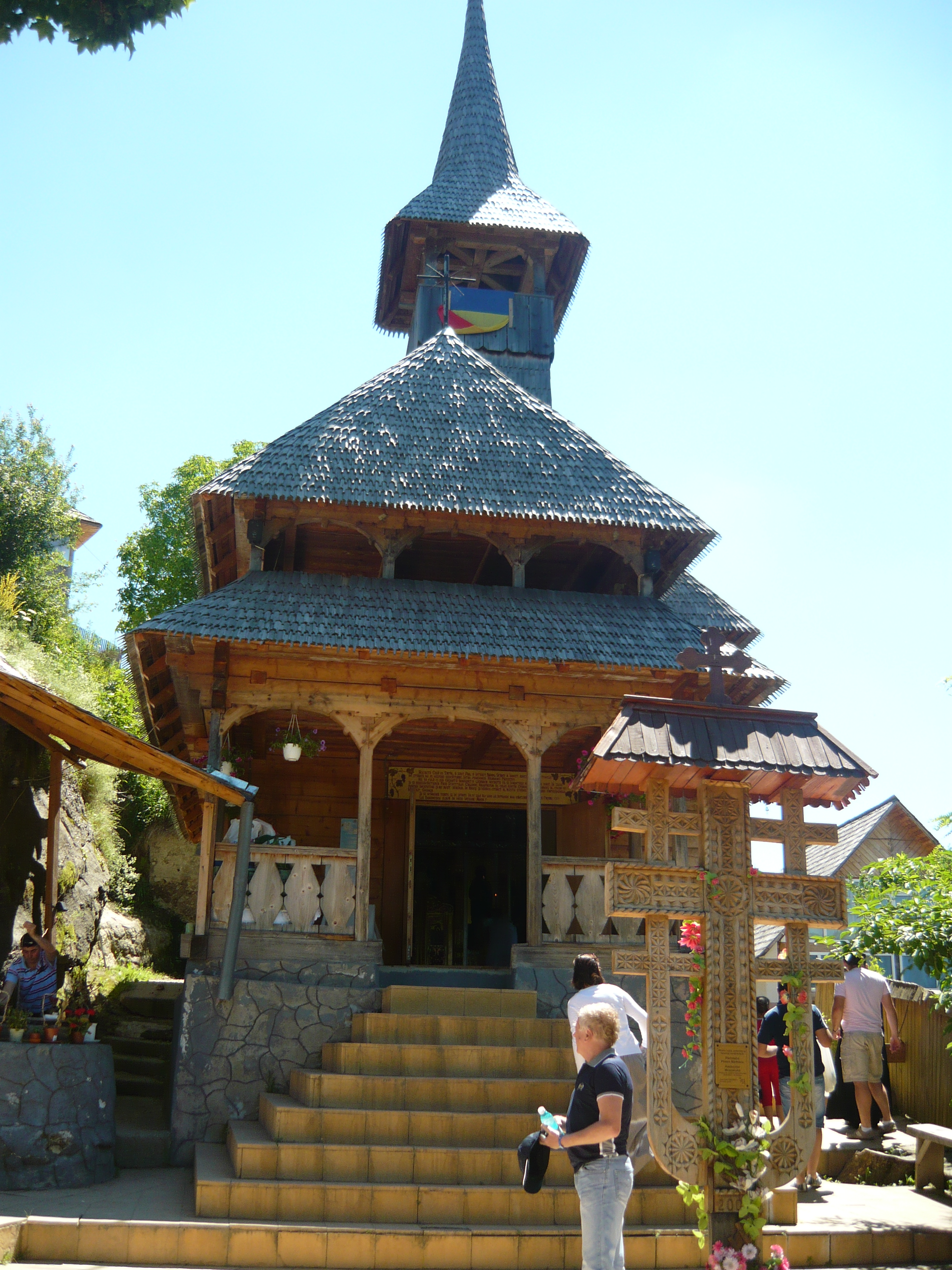
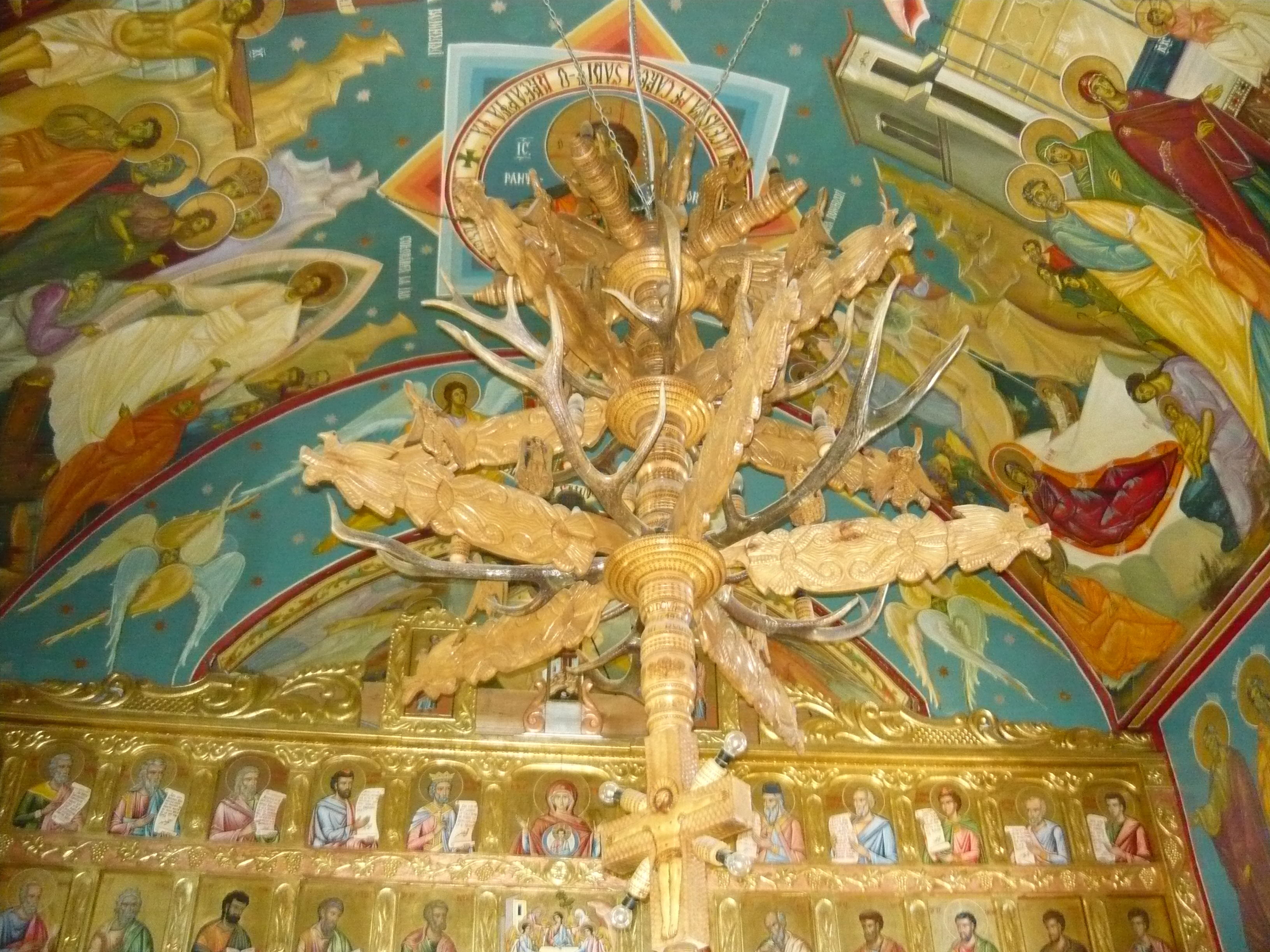

## Monumente istorice

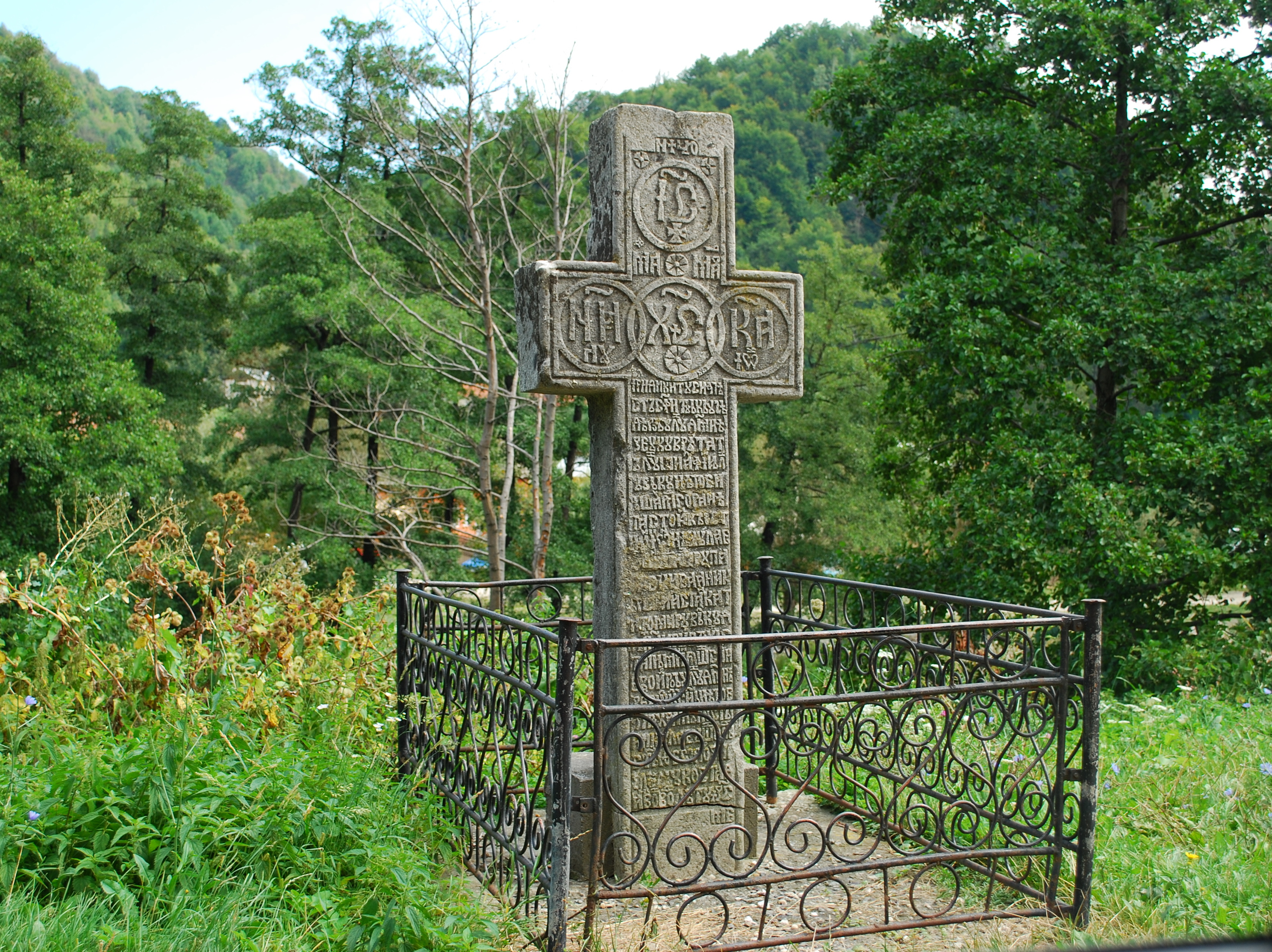
Crucea de piatră „din Plai”, monument istoric

În comuna Cetățeni se află schitul Negru-Vodă (secolele al XIV-lea–al XIX-lea), monument istoric de arhitectură de interes național, ansamblu alcătuit din biserica rupestră, ruinele chiliilor rupestre și incinta. Pe lângă aceasta, ansamblul fortificațiilor și așezărilor dacice și medievale, aflate pe platoul de pe malul stâng al Dâmboviței în zona satului Valea Cetățuia, între Valea lui Coman, Valea Chiliilor și monticul „Cetățuia” este clasificat ca sit arheologic de interes național, cuprinzând o fortificație și o așezare dacică (perioada Latène), o așezare medievală, o fortificație, ruinele unor biserici și un cimitir, acestea patru din urmă datând din secolele al XIII-lea–al XIV-lea. În plus, cinci cruci de piatră aflate pe teritoriul comunei sunt clasificate ca monumente istorice memoriale sau funerare de interes național: una din 1657 aflată în cartierul Călinești al satului Cetățeni; una din secolul al XVIII-lea aflată „în Plai”, ambele în zona satului Cetățeni; crucea lui Socol (1647) de pe malul stâng al Dâmboviței la Lăicăi; și încă două din secolul al XVIII-lea aflate la Lăicăi, în fața Poștei și la „Cârciuma de Piatră”.
În rest, alte două obiective din comună sunt incluse în lista monumentelor istorice din județul Argeș ca monumente de interes local. Unul este situl arheologic de „la Grigoroaia”, la vest de satul Cetățeni, cuprinzând o cetate de pământ hallstattiană; iar celălalt, clasificat ca monument de arhitectură, este biserica „Cuvioasa Paraschiva” (1793–1796) din satul Lăicăi.